# 音楽ユニット
音楽ユニット（おんがくユニット）は、複数の音楽家によって結成される集団を指す日本の造語。主にJ-POPで使われ、通常は単にユニット（unit）と称される。
組織や部隊といった、ユニットという言葉本来の意味から派生し「（音楽の）創作・表現活動のために集まった複数のメンバーによる集団」を指す言葉として使われ出した。音楽のみならず、ダンスや演劇をはじめ、さまざまな分野において同様の意味でユニットという言葉が用いられている。
二重唱グループの場合は「デュオ（英語: duo）」と呼ばれるケースが多く、使用例はフォークデュオ・男性デュオ・女性デュオ・男女デュオ。
バンドやグループといった言葉との差異など、語義について明確な定義はないが、主に下記のような事例で使われている。

## ユニットという呼称が使われる事例
- 通常は別々の活動をしているアーティスト同士が結成したグループ（スーパーグループ、コラボとも呼ばれる）。
例：COMPLEX、V2、福耳、井上陽水奥田民生、トラジ・ハイジ、修二と彰、後浦なつみなど。
  - 通常は音楽以外の本業を持つタレントがアーティストと組んだグループ。

例：H Jungle with t、浜田雅功と槇原敬之、ロケットマン（ふかわりょう・小西康陽）など。
- グループ内の一部のメンバーによって結成されたもの。具体的には以下のものがある。
  - おニャン子クラブ ⇒ うしろゆびさされ組、うしろ髪ひかれ隊、ニャンギラス
  - モーニング娘。 ⇒ タンポポ、プッチモニ、ミニモニ。
  - チェキッ娘 ⇒ NEOかしまし娘、NEOちゃっきり娘、リトルマーメイド、プー
  - AKB48 ⇒ ノースリーブス、フレンチ・キス、Not yet、渡り廊下走り隊7
  - ジャニーズ系
    - 光GENJI ⇒ 光、GENJI
    - 嵐 ⇒ 大宮SK
    - V6 ⇒ 20th Century、 Coming Century

本体組織であったV6の解散後、存続した20th Centuryは「ユニット」から「アイドルグループ」に分類されるようになった。
    - NEWS ⇒ テゴマス
- テレビ番組などの企画によって結成されたグループ。
例：イモ欽トリオ、わらべ、やまだかつてないWink、ポケットビスケッツ、野猿、羞恥心、Pabo、矢島美容室、NO PLANなど。
- テレビドラマの登場人物として役者によって結成されたグループ。主題歌などにおいてこの名義がある。
スケバン刑事III 少女忍法帖伝奇 ⇒ 風間三姉妹、花のあすか組! ⇒ あすか組など。
- ギター+ベース+ドラム+ボーカル（+キーボード）などといった大衆音楽における一般的なバンド編成とは違ったメンバーで構成されるグループ。打ち込み演奏によるグループ。
例：DREAMS COME TRUE、TM NETWORK、ケツメイシ、globe、access、My Little Lover、Every Little Thingなど。
  - 正式なメンバーに加えサポートメンバーの加入により演奏が成立するグループ。

例：B'z、ポルノグラフィティ、VAMPSなど。
  - ボーカリストのみで構成された、いわゆるボーカルグループ。ダンス系グループ。

例：SPEED、TRF、EXILE、w-inds.、AAA、dream、Lead、CHEMISTRY、Perfumeなど。
- ソロアーティストとバックバンド（スタッフやファンを含む場合もある）による集団＝一人バンド（別名：ソロユニット、ソロプロジェクト）。
例：コーネリアス（＝小山田圭吾）、ZARD（＝坂井泉水とその仲間）、T.M.Revolution（＝西川貴教）、ENDLICHERI☆ENDLICHERI（＝堂本剛）など。
- そのバンドの名を守り続けるために他の全員が去っても独りで活動。
例：HOUND DOG（＝大友康平）、Dorothy Little Happy（＝髙橋麻里）など

## 日本のおもな音楽ユニット
- 声優ユニット

- アイドルユニット

- ジャニーズ関連企画ユニット

- ハロー!プロジェクトのユニット